# 中耳
中耳（ちゅうじ、英語：middle ear）とは、耳の鼓膜から奥のことをいい、中耳腔、耳小骨、耳管からなる。

## 中耳の機能
中耳
鼓膜から内耳（三半規管、蝸牛、前庭）へ空気の振動（音など）を伝えるはたらきをしている。
中耳腔（ちゅうじくう）
鼓膜の奥の空洞状になっている部分で、この中に鼓膜に接して耳小骨がある。鼓室（こしつ）とも呼ばれる。壁は粘膜で覆われている。
耳小骨
つち骨・きぬた骨・あぶみ骨の3つからなる小さい骨で、鼓膜に伝わった空気の振動を内耳に伝える働きがある。外部からの振動は鼓膜とあぶみ骨底の面積比で約17倍に、耳小骨のてこ運動によりさらに約1.3倍(合計で約22倍)変換される。
耳管または、エウスタキオ管、ユースタキー管
中耳腔から伸びる管で鼻腔、咽頭につながっている。耳管の中には、たくさんの線毛が生えていて、咽頭の方に向かって動いている。空気と一緒に入ってくるほこりや微生物は、粘膜に吸着されると、線毛の動きに乗って押し流され、中耳の中は清潔に保たれる。エウスタキオ管ともいう。
鼓膜張筋とアブミ骨筋
耳小骨に付着してその動きを調節する筋肉で、人体の中で最も小さな筋肉である。鼓膜張筋は三叉神経、アブミ骨筋は顔面神経の支配を受ける。
大きな音が鳴ると、反射的にこれらの筋肉が緊張し、大きすぎる振動エネルギーが内耳に伝わらないように制限する。これを耳小骨筋反射または中耳筋反射と呼ぶ。反応時間は40～160msecであるため、突発的な強大音には対応しきれず急性音響外傷を起こす場合もある。

## 圧力調節
中耳の中は、絶えず酸素が消費されており、それに伴い外耳道より一時的に圧が低くなる事はあるが、酸素が消費されるだけ消費されたところで圧が調整された後は酸素の消費が圧の違いに及ぼす影響は、気温・体温・大気圧の変化に比べれば考慮する必要がないほどわずかである。
飛行機に乗ったりして周囲の気圧が急激に減少すると、耳にポーンと張ったような違和感を覚えることがある。これは、外耳側は外気圧をそのまま受けるのに対して、中耳側の圧力はすぐには変化せず、鼓膜の両側に圧力差が生じるからである。このような時は、唾を飲み込めばよい。すると、口蓋帆張筋の働きで耳管が開き、中耳の圧力と外気圧との均衡が回復する。
外気圧が低い場合はこの調整は容易であるが、逆の場合は鼻をつまむなどして鼻孔をふさいだ上で、鼻から息を吐き、呼気を耳管を通じて中耳に送り込むことで内外の圧力を調整する必要がある。耳抜きといい、ダイバーの常識である。むしろ、唾を飲み込む程度で中耳に空気が入る場合は、すでに開放性耳管による聴覚障害を起こし、さらに容易に鼻汁や細菌・プランクトンを含む海水が中耳に入ることで、中耳炎を起こす可能性が高い。

## 中耳の異常
- 中耳炎